# Triodanis
- Commons
- Wikispecies

Triodanis é um gênero botânico pertencente à família Campanulaceae. Também conhecida como O Espelho de Vênus.
1. ↑  «Triodanis — World Flora Online». www.worldfloraonline.org. Consultado em 19 de agosto de 2020